# Magister officiorum
Magister officiorum byl úřad, který zavedl Konstantin I. Veliký ve snaze o omezení pravomocí praefectů praetorio. Tito úředníci měli za úkol dohlížet nad některými hlavními úřady (scrinia) na dvoře a nad diplomatickými jednáními se zahraničím. Podřízena jim byla císařská garda (scholae), státní pošta (cursus publicus), státní policie (agentes in rebus) a ergasteria vyrábějící zbraně. Zároveň byli stálými členy císařské rady (consistorium). Ačkoliv pod jejich pravomoci nespadala velení armády a státní finance, jednalo o nejvlivnější úřad na císařském dvoře. O svůj vliv přišel v průběhu 7. století, kdy velení nad císařskou gardou přešlo na domestikos ton scholon a některé další pravomoci na logotheta tu dromu. V pravomoci magistera officiora tak zbyla pouze organizace dvorských ceremonií. V průběhu 9. století úřad zcela zaniká.